# Brodie Spencer
Brodie Gilmore Spencer (* 6. května 2004) je severoirský profesionální fotbalista, který hraje na pozici obránce za anglický klub Huddersfield Town AFC.

## Klubová kariéra
Spencer přestoupil do Huddersfield Town v roce 2020 z Cliftonville a připojil se k jejich B týmu. Debutoval za Town v zápase EFL Cupu proti Prestonu North End 9. srpna 2022 a v lize debutoval 2. listopadu 2022 při porážce 2:0 se Sunderlandem.
Dne 24. srpna 2023 podepsal Spencer nové dvouleté prodloužení smlouvy a následně se připojil ke skotskému klubu Motherwell na sezónní hostování. Spencer, který zaujal v první polovině sezóny, 3. ledna 2024 z hostování odešel.

## Reprezentační kariéra
Brodie Spencer debutoval v reprezentaci Severního Irska 5. června 2022 v zápase Ligy národů UEFA 2022/23 proti Kosovu, kde si připsal i asistenci na první gól Severního Irska, ale jeho tým i tak prohrál 3:2.

## Statistiky

### Klubové
Platí k zápasu hranému 13. srpna 2024.
| Klub                   | Sezóna            | Liga                 | Liga   | Liga | Národní pohár | Národní pohár | Ligový pohár | Ligový pohár | Ostatní | Ostatní | Celkově | Celkově |
| Klub                   | Sezóna            | Soutěž               | Zápasy | Góly | Zápasy        | Góly          | Zápasy       | Góly         | Zápasy  | Góly    | Zápasy  | Góly    |
| ---------------------- | ----------------- | -------------------- | ------ | ---- | ------------- | ------------- | ------------ | ------------ | ------- | ------- | ------- | ------- |
| Huddersfield Town      | 2022/23           | EFL Championship     | 4      | 0    | 0             | 0             | 1            | 0            | —       | —       | 5       | 0       |
| Huddersfield Town      | 2023/24           | EFL Championship     | 20     | 0    | 1             | 0             | 1            | 0            | —       | —       | 22      | 0       |
| Huddersfield Town      | 2024/25           | EFL League One       | 1      | 0    | 0             | 0             | 0            | 0            | —       | —       | 1       | 0       |
| Huddersfield Town      | Celkově           | Celkově              | 25     | 0    | 1             | 0             | 2            | 0            | 0       | 0       | 28      | 0       |
| Motherwell (hostování) | 2023/24           | Scottish Premiership | 18     | 0    | 0             | 0             | 0            | 0            | 0       | 0       | 18      | 0       |
| Celkově v kariéře      | Celkově v kariéře | Celkově v kariéře    | 43     | 0    | 1             | 0             | 2            | 0            | 0       | 0       | 46      | 0       |

### Reprezentační
Platí k zápasu hranému 15. října 2024.
| Národní tým   | Rok     | Zápasy | Góly |
| ------------- | ------- | ------ | ---- |
| Severní Irsko | 2022    | 3      | 0    |
| Severní Irsko | 2023    | 2      | 0    |
| Severní Irsko | 2024    | 6      | 0    |
| Celkově       | Celkově | 11     | 0    |